# Lista de prêmios e indicações recebidos por La La Land
La La Land é um filme musical de comédia dramática estadunidense de 2016 dirigido e escrito por Damien Chazelle. Protagonizado por Emma Stone e Ryan Gosling, narra a história de dois jovens que se conhecem em Los Angeles e aspiram o êxito profissional na carreira artística. Na parte técnica, Justin Hurwitz compôs a trilha sonora do filme; o sueco Linus Sandgren foi o diretor de fotografia; David e Sandy Reynolds-Wasco foram os responsáveis pela direção de arte e recaiu à Mary Zophres a customização dos figurinos.
A obra dirigida por Chazelle teve sua primeira aparição no Festival de Cinema de Veneza na noite do dia 31 de agosto de 2016, abrindo a cerimônia, quando Stone venceu o Volpi Cup de melhor atriz. Em seguida, foi lançada de forma limitada em seu país de origem em 9 de dezembro em salas restritas de cinema de Los Angeles e Nova Iorque, expandindo-se na semana seguinte, em 16 de dezembro. La La Land rapidamente obteve um alto lucro: receita de US$ 430 milhões contra orçamento de US$ 30 milhões. Segundo 332 considerações de especialistas cinematográficos no Rotten Tomatoes, agregador de críticas, o filme mantém uma avaliação de 93%. Entre 2016 e 2018, conseguiu 260 indicações a diversos prêmios renomados, vencendo 112; as categorias voltadas à direção, atuação feminina, roteiro e canção foram destaque nas condecorações do romance.
O musical recebeu quatorze indicações ao Oscar 2017, número equivalente à quantidade de nomeações de All About Eve (1950) e Titanic (1997). Destas, venceu seis estatuetas: melhor diretor (Chazelle); melhor atriz (Stone); melhor fotografia (Sandgren); melhor trilha sonora (Hurwitz); melhor canção original ("City of Stars") e melhor direção de arte (os Wascos). Na noite da cerimônia, La La Land foi equivocadamente anunciado como vencedor da categoria principal, mas o erro foi reparado dois minutos depois da apresentação de Faye Dunaway e Warren Beatty, quando o produtor Jordan Horowitz divulgou a vitória de Moonlight. A edição também marcou a conquista do mais jovem diretor a conquistar o prêmio: no dia da cerimônia, Chazelle tinha 32 anos e 38 dias. Além disso, destacou-se na edição do Globo de Ouro 2017, em que venceu todas as sete categorias a que foi indicado: melhor filme de comédia ou musical; melhor diretor; melhor ator (Gosling); melhor atriz; melhor roteiro; melhor trilha sonora e melhor canção original.
La La Land também foi destaque no BAFTA 2017 com cinco vitórias em onze indicações: melhor filme; melhor atriz; melhor diretor; melhor fotografia e melhor trilha sonora. No Screen Actors Guild 2017 (SAG), ambas as performances principais foram agraciadas. Na vigésima edição do Critics' Choice, a obra foi nomeada a doze categorias e conquistou oito, incluindo melhor filme. A trilha sonora de La La Land recebeu atenção do Grammy Award, com vitória em duas categorias das quatro indicadas. Ainda, o American Film Institute (AFI) selecionou a obra cinematográfica como uma das dez melhores de 2016.

## Prêmios e indicações
| Lista de prêmios e indicações                 | Lista de prêmios e indicações | Lista de prêmios e indicações                       | Lista de prêmios e indicações                                                                | Lista de prêmios e indicações | Lista de prêmios e indicações |
| Premiação                                     | Data da cerimônia             | Categoria                                           | Indicação                                                                                    | Resultado                     | R.                            |
| --------------------------------------------- | ----------------------------- | --------------------------------------------------- | -------------------------------------------------------------------------------------------- | ----------------------------- | ----------------------------- |
| Oscar (Academy Awards)                        | 26 de fevereiro de 2017       | Melhor Filme                                        | Fred Berger, Jordan Horowitz e Marc Platt                                                    | Indicado                      | [ 13 ]                        |
| Oscar (Academy Awards)                        | 26 de fevereiro de 2017       | Melhor Diretor                                      | Damien Chazelle                                                                              | Venceu                        | [ 13 ]                        |
| Oscar (Academy Awards)                        | 26 de fevereiro de 2017       | Melhor Ator                                         | Ryan Gosling                                                                                 | Indicado                      | [ 13 ]                        |
| Oscar (Academy Awards)                        | 26 de fevereiro de 2017       | Melhor Atriz                                        | Emma Stone                                                                                   | Venceu                        | [ 13 ]                        |
| Oscar (Academy Awards)                        | 26 de fevereiro de 2017       | Melhor Roteiro Original                             | Damien Chazelle                                                                              | Indicado                      | [ 13 ]                        |
| Oscar (Academy Awards)                        | 26 de fevereiro de 2017       | Melhor Trilha Sonora                                | Justin Hurwitz                                                                               | Venceu                        | [ 13 ]                        |
| Oscar (Academy Awards)                        | 26 de fevereiro de 2017       | Melhor Canção Original                              | "Audition (The Fools Who Dream)" de J. Hurwitz, Pasek and Paul                               | Indicado                      | [ 13 ]                        |
| Oscar (Academy Awards)                        | 26 de fevereiro de 2017       | Melhor Canção Original                              | "City of Stars" de Justin Hurwitz, Pasek and Paul                                            | Venceu                        | [ 13 ]                        |
| Oscar (Academy Awards)                        | 26 de fevereiro de 2017       | Melhor Edição de Som                                | Ai-Ling Lee e Mildred Iatrou Morgan                                                          | Indicado                      | [ 13 ]                        |
| Oscar (Academy Awards)                        | 26 de fevereiro de 2017       | Melhor Mixagem de Som                               | Andy Nelson, Ai-Ling Lee e Steve A. Morrow                                                   | Indicado                      | [ 13 ]                        |
| Oscar (Academy Awards)                        | 26 de fevereiro de 2017       | Melhor Direção de Arte                              | David Wasco e Sandy Reynolds-Wasco                                                           | Venceu                        | [ 13 ]                        |
| Oscar (Academy Awards)                        | 26 de fevereiro de 2017       | Melhor Fotografia                                   | Linus Sandgren                                                                               | Venceu                        | [ 13 ]                        |
| Oscar (Academy Awards)                        | 26 de fevereiro de 2017       | Melhor Figurino                                     | Mary Zophres                                                                                 | Indicado                      | [ 13 ]                        |
| Oscar (Academy Awards)                        | 26 de fevereiro de 2017       | Melhor Edição                                       | Tom Cross                                                                                    | Indicado                      | [ 13 ]                        |
| AACTA International Awards                    | 8 de janeiro de 2017          | Melhor Filme                                        | La La Land                                                                                   | Venceu                        | [ 14 ]                        |
| AACTA International Awards                    | 8 de janeiro de 2017          | Melhor Diretor                                      | Damien Chazelle                                                                              | Indicado                      | [ 14 ]                        |
| AACTA International Awards                    | 8 de janeiro de 2017          | Melhor Ator                                         | Ryan Gosling                                                                                 | Indicado                      | [ 14 ]                        |
| AACTA International Awards                    | 8 de janeiro de 2017          | Melhor Atriz                                        | Emma Stone                                                                                   | Venceu                        | [ 14 ]                        |
| AACTA International Awards                    | 8 de janeiro de 2017          | Melhor Roteiro                                      | Damien Chazelle                                                                              | Indicado                      | [ 14 ]                        |
| AARP Annual Movies for Grownups Awards        | 6 de fevereiro de 2017        | Melhor Filme                                        | La La Land                                                                                   | Indicado                      | [ 15 ]                        |
| AARP Annual Movies for Grownups Awards        | 6 de fevereiro de 2017        | Melhor Comédia                                      | La La Land                                                                                   | Venceu                        | [ 15 ]                        |
| American Cinema Editors                       | 27 de janeiro de 2017         | Melhor Edição em Comédia ou Musical                 | Tom Cross                                                                                    | Venceu                        | [ 16 ]                        |
| Alliance of Women Film Journalists            | 21 de dezembro de 2016        | Melhor Filme                                        | La La Land                                                                                   | Indicado                      | [ 17 ] [ 18 ]                 |
| Alliance of Women Film Journalists            | 21 de dezembro de 2016        | Melhor Diretor                                      | Damien Chazelle                                                                              | Indicado                      | [ 17 ] [ 18 ]                 |
| Alliance of Women Film Journalists            | 21 de dezembro de 2016        | Melhor Ator                                         | Ryan Gosling                                                                                 | Indicado                      | [ 17 ] [ 18 ]                 |
| Alliance of Women Film Journalists            | 21 de dezembro de 2016        | Melhor Atriz                                        | Emma Stone                                                                                   | Indicado                      | [ 17 ] [ 18 ]                 |
| Alliance of Women Film Journalists            | 21 de dezembro de 2016        | Melhor Roteiro Original                             | Damien Chazelle                                                                              | Indicado                      | [ 17 ] [ 18 ]                 |
| Alliance of Women Film Journalists            | 21 de dezembro de 2016        | Melhor Fotografia                                   | Linus Sandgren                                                                               | Indicado                      | [ 17 ] [ 18 ]                 |
| Alliance of Women Film Journalists            | 21 de dezembro de 2016        | Melhor Edição                                       | Tom Cross                                                                                    | Indicado                      | [ 17 ] [ 18 ]                 |
| American Society of Cinematographers          | 4 de fevereiro de 2017        | Melhor Fotografia                                   | Linus Sandgren                                                                               | Indicado                      | [ 19 ]                        |
| Art Directors Guild Awards                    | 11 de fevereiro de 2017       | Excelência em Filme Contemporâneo                   | David e Sandy Reynolds-Wasco                                                                 | Venceu                        | [ 20 ]                        |
| Austin Film Critics Association               | 28 de dezembro de 2016        | Melhor Filme                                        | La La Land                                                                                   | 2º lugar                      | [ 21 ]                        |
| Austin Film Critics Association               | 28 de dezembro de 2016        | Melhor Filme                                        | Damien Chazelle                                                                              | Indicado                      | [ 21 ]                        |
| Austin Film Critics Association               | 28 de dezembro de 2016        | Melhor Ator                                         | Ryan Gosling                                                                                 | Indicado                      | [ 21 ]                        |
| Austin Film Critics Association               | 28 de dezembro de 2016        | Melhor Roteiro Original                             | Damien Chazelle                                                                              | Indicado                      | [ 21 ]                        |
| Austin Film Critics Association               | 28 de dezembro de 2016        | Melhor Fotografia                                   | Linus Sandgren                                                                               | Venceu                        | [ 21 ]                        |
| Austin Film Critics Association               | 28 de dezembro de 2016        | Melhor Trilha Sonora                                | Justin Hurwitz                                                                               | Venceu                        | [ 21 ]                        |
| Boston Society of Film Critics                | 11 de dezembro de 2016        | Melhor Filme                                        | La La Land                                                                                   | Venceu                        | [ 22 ]                        |
| Boston Society of Film Critics                | 11 de dezembro de 2016        | Melhor Diretor                                      | Damien Chazelle                                                                              | Venceu                        | [ 22 ]                        |
| Boston Society of Film Critics                | 11 de dezembro de 2016        | Melhor Edição                                       | Tom Cross                                                                                    | Venceu                        | [ 22 ]                        |
| British Academy Film Awards                   | 12 de fevereiro de 2017       | Melhor Filme                                        | Fred Berger, Jordan Horowitz e Marc Platt                                                    | Venceu                        | [ 11 ]                        |
| British Academy Film Awards                   | 12 de fevereiro de 2017       | Melhor Ator                                         | Ryan Gosling                                                                                 | Indicado                      | [ 11 ]                        |
| British Academy Film Awards                   | 12 de fevereiro de 2017       | Melhor Atriz                                        | Emma Stone                                                                                   | Venceu                        | [ 11 ]                        |
| British Academy Film Awards                   | 12 de fevereiro de 2017       | Melhor Diretor                                      | Damien Chazelle                                                                              | Venceu                        | [ 11 ]                        |
| British Academy Film Awards                   | 12 de fevereiro de 2017       | Melhor Roteiro Original                             | Damien Chazelle                                                                              | Indicado                      | [ 11 ]                        |
| British Academy Film Awards                   | 12 de fevereiro de 2017       | Melhor Fotografia                                   | Linus Sandgren                                                                               | Venceu                        | [ 11 ]                        |
| British Academy Film Awards                   | 12 de fevereiro de 2017       | Melhor Edição                                       | Tom Cross                                                                                    | Indicado                      | [ 11 ]                        |
| British Academy Film Awards                   | 12 de fevereiro de 2017       | Melhor Trilha Sonora                                | Justin Hurwitz                                                                               | Venceu                        | [ 11 ]                        |
| British Academy Film Awards                   | 12 de fevereiro de 2017       | Melhor Direção de Arte                              | David e Sandy Reynolds-Wasco                                                                 | Indicado                      | [ 11 ]                        |
| British Academy Film Awards                   | 12 de fevereiro de 2017       | Melhor Figurino                                     | Mary Zophres                                                                                 | Indicado                      | [ 11 ]                        |
| British Academy Film Awards                   | 12 de fevereiro de 2017       | Melhor Mixagem de Som                               | Ai-Ling Lee, Mildred Iatrou Morgan, Steve A. Morrow e Andy Nelson                            | Indicado                      | [ 11 ]                        |
| Casting Society of America                    | 19 de janeiro de 2017         | Melhor Comédia                                      | La La Land                                                                                   | Venceu                        | [ 23 ]                        |
| Chicago Film Critics Association              | 15 de dezembro de 2016        | Melhor Filme                                        | La La Land                                                                                   | Indicado                      | [ 24 ]                        |
| Chicago Film Critics Association              | 15 de dezembro de 2016        | Melhor Diretor                                      | Damien Chazelle                                                                              | Indicado                      | [ 24 ]                        |
| Chicago Film Critics Association              | 15 de dezembro de 2016        | Melhor Atriz                                        | Emma Stone                                                                                   | Indicado                      | [ 24 ]                        |
| Chicago Film Critics Association              | 15 de dezembro de 2016        | Melhor Fotografia                                   | Linus Sandgren                                                                               | Venceu                        | [ 24 ]                        |
| Chicago Film Critics Association              | 15 de dezembro de 2016        | Melhor Edição                                       | Tom Cross                                                                                    | Venceu                        | [ 24 ]                        |
| Chicago Film Critics Association              | 15 de dezembro de 2016        | Melhor Trilha Sonora                                | Justin Hurwitz                                                                               | Indicado                      | [ 24 ]                        |
| Chicago Film Critics Association              | 15 de dezembro de 2016        | Melhor Direção de Arte                              | La La Land                                                                                   | Indicado                      | [ 24 ]                        |
| Cinema Audio Society Awards                   | 18 de fevereiro de 2017       | Melhor Mixagem de Som – Live Action                 | James Ashwill, Nicholai Baxter, David Betancourt, Ai-Ling Lee, Steve A. Morrow e Andy Nelson | Venceu                        | [ 25 ]                        |
| Costume Designers Guild                       | 21 de fevereiro de 2017       | Excelência em Filme Contemporâneo                   | Mary Zophres                                                                                 | Venceu                        | [ 26 ]                        |
| Critics' Choice Awards                        | 11 de dezembro de 2016        | Melhor Filme                                        | La La Land                                                                                   | Venceu                        | [ 27 ]                        |
| Critics' Choice Awards                        | 11 de dezembro de 2016        | Melhor Diretor                                      | Damien Chazelle                                                                              | Venceu                        | [ 27 ]                        |
| Critics' Choice Awards                        | 11 de dezembro de 2016        | Melhor Ator                                         | Ryan Gosling                                                                                 | Indicado                      | [ 27 ]                        |
| Critics' Choice Awards                        | 11 de dezembro de 2016        | Melhor Atriz                                        | Emma Stone                                                                                   | Indicado                      | [ 27 ]                        |
| Critics' Choice Awards                        | 11 de dezembro de 2016        | Melhor Roteiro Original                             | Damien Chazelle                                                                              | Venceu                        | [ 27 ]                        |
| Critics' Choice Awards                        | 11 de dezembro de 2016        | Melhor Fotografia                                   | Linus Sandgren                                                                               | Venceu                        | [ 27 ]                        |
| Critics' Choice Awards                        | 11 de dezembro de 2016        | Melhor Figurino                                     | Mary Zophres                                                                                 | Indicado                      | [ 27 ]                        |
| Critics' Choice Awards                        | 11 de dezembro de 2016        | Melhor Edição                                       | Tom Cross                                                                                    | Venceu                        | [ 27 ]                        |
| Critics' Choice Awards                        | 11 de dezembro de 2016        | Melhor Direção de Arte                              | David e Sandy Reynolds-Wasco                                                                 | Venceu                        | [ 27 ]                        |
| Critics' Choice Awards                        | 11 de dezembro de 2016        | Melhor Trilha Sonora                                | Justin Hurwitz                                                                               | Venceu                        | [ 27 ]                        |
| Critics' Choice Awards                        | 11 de dezembro de 2016        | Melhor Canção                                       | "Audition (The Fools Who Dream)" de Justin Hurwitz, Pasek and Paul                           | Indicado                      | [ 27 ]                        |
| Critics' Choice Awards                        | 11 de dezembro de 2016        | Melhor Canção                                       | "City of Stars" de Justin Hurwitz, Pasek and Paul                                            | Venceu                        | [ 27 ]                        |
| Dallas-Fort Worth Film Critics Association    | 13 de dezembro de 2016        | Melhor Ator                                         | Ryan Gosling                                                                                 | 4º lugar                      | [ 28 ]                        |
| Dallas-Fort Worth Film Critics Association    | 13 de dezembro de 2016        | Melhor Atriz                                        | Emma Stone                                                                                   | 2º lugar                      | [ 28 ]                        |
| Dallas-Fort Worth Film Critics Association    | 13 de dezembro de 2016        | Melhor Diretor                                      | Damien Chazelle                                                                              | 2º lugar                      | [ 28 ]                        |
| Dallas-Fort Worth Film Critics Association    | 13 de dezembro de 2016        | Melhor Fotografia                                   | Linus Sandgren                                                                               | Venceu                        | [ 28 ]                        |
| Dallas-Fort Worth Film Critics Association    | 13 de dezembro de 2016        | Melhor Trilha Sonora                                | Justin Hurwitz                                                                               | Venceu                        | [ 28 ]                        |
| Detroit Film Critics Society                  | 19 de dezembro de 2016        | Melhor Filme                                        | La La Land                                                                                   | Venceu                        | [ 29 ]                        |
| Detroit Film Critics Society                  | 19 de dezembro de 2016        | Melhor Ator                                         | Ryan Gosling                                                                                 | Indicado                      | [ 29 ]                        |
| Detroit Film Critics Society                  | 19 de dezembro de 2016        | Melhor Atriz                                        | Emma Stone                                                                                   | Venceu                        | [ 29 ]                        |
| Detroit Film Critics Society                  | 19 de dezembro de 2016        | Melhor Diretor                                      | Damien Chazelle                                                                              | Venceu                        | [ 29 ]                        |
| Detroit Film Critics Society                  | 19 de dezembro de 2016        | Melhor Roteiro Original                             | Damien Chazelle                                                                              | Venceu                        | [ 29 ]                        |
| Directors Guild of America Awards             | 4 de fevereiro de 2017        | Melhor Diretor                                      | Damien Chazelle                                                                              | Venceu                        | [ 30 ]                        |
| Dorian Awards                                 | 26 de janeiro de 2017         | Filme do Ano                                        | La La Land                                                                                   | Indicado                      | [ 31 ] [ 32 ]                 |
| Dorian Awards                                 | 26 de janeiro de 2017         | Diretor do Ano                                      | Damien Chazelle                                                                              | Indicado                      | [ 31 ] [ 32 ]                 |
| Dorian Awards                                 | 26 de janeiro de 2017         | Performance do Ano — Atriz                          | Emma Stone                                                                                   | Indicado                      | [ 31 ] [ 32 ]                 |
| Dorian Awards                                 | 26 de janeiro de 2017         | Performance do Ano — Ator                           | Ryan Gosling                                                                                 | Indicado                      | [ 31 ] [ 32 ]                 |
| Dorian Awards                                 | 26 de janeiro de 2017         | Roteiro do Ano                                      | Damien Chazelle                                                                              | Indicado                      | [ 31 ] [ 32 ]                 |
| Dorian Awards                                 | 26 de janeiro de 2017         | Impressão Visual do Ano                             | La La Land                                                                                   | Venceu                        | [ 31 ] [ 32 ]                 |
| Empire Awards                                 | 19 de março de 2017           | Melhor Filme                                        | La La Land                                                                                   | Indicado                      | [ 33 ]                        |
| Empire Awards                                 | 19 de março de 2017           | Melhor Ator                                         | Ryan Gosling                                                                                 | Indicado                      | [ 33 ]                        |
| Empire Awards                                 | 19 de março de 2017           | Melhor Atriz                                        | Emma Stone                                                                                   | Indicado                      | [ 33 ]                        |
| Empire Awards                                 | 19 de março de 2017           | Melhor Trilha Sonora                                | La La Land                                                                                   | Venceu                        | [ 33 ]                        |
| Empire Awards                                 | 19 de março de 2017           | Melhor Direção de Arte                              | La La Land                                                                                   | Indicado                      | [ 33 ]                        |
| Florida Film Critics Circle                   | 23 de dezembro de 2016        | Melhor Filme                                        | La La Land                                                                                   | 2º lugar                      | [ 34 ]                        |
| Florida Film Critics Circle                   | 23 de dezembro de 2016        | Melhor Diretor                                      | Damien Chazelle                                                                              | Venceu                        | [ 34 ]                        |
| Florida Film Critics Circle                   | 23 de dezembro de 2016        | Melhor Ator                                         | Ryan Gosling                                                                                 | Indicado                      | [ 34 ]                        |
| Florida Film Critics Circle                   | 23 de dezembro de 2016        | Melhor Atriz                                        | Emma Stone                                                                                   | 2º lugar                      | [ 34 ]                        |
| Florida Film Critics Circle                   | 23 de dezembro de 2016        | Melhor Roteiro                                      | Damien Chazelle                                                                              | Indicado                      | [ 34 ]                        |
| Florida Film Critics Circle                   | 23 de dezembro de 2016        | Melhor Trilha Sonora                                | Linus Sandgren                                                                               | Venceu                        | [ 34 ]                        |
| Florida Film Critics Circle                   | 23 de dezembro de 2016        | Melhor Direção de Arte                              | La La Land                                                                                   | Venceu                        | [ 34 ]                        |
| Florida Film Critics Circle                   | 23 de dezembro de 2016        | Melhor Trilha Sonora                                | La La Land                                                                                   | Venceu                        | [ 34 ]                        |
| Guild of Music Supervisors Awards             | 16 de fevereiro de 2017       | Melhor Supervisão Musical (orçamento +U$25 milhões) | Steven Gizicki                                                                               | Venceu                        | [ 35 ]                        |
| Guild of Music Supervisors Awards             | 16 de fevereiro de 2017       | Melhor Sonografia                                   | Steven Gizicki (supervisor) por "City of Stars"                                              | Venceu                        | [ 35 ]                        |
| Globo de Ouro                                 | 8 de janeiro de 2017          | Melhor Filme de Comédia ou Musical                  | La La Land                                                                                   | Venceu                        | [ 10 ]                        |
| Globo de Ouro                                 | 8 de janeiro de 2017          | Melhor Ator em Comédia ou Musical                   | Ryan Gosling                                                                                 | Venceu                        | [ 10 ]                        |
| Globo de Ouro                                 | 8 de janeiro de 2017          | Melhor Atriz em Comédia ou Musical                  | Emma Stone                                                                                   | Venceu                        | [ 10 ]                        |
| Globo de Ouro                                 | 8 de janeiro de 2017          | Melhor Diretor                                      | Damien Chazelle                                                                              | Venceu                        | [ 10 ]                        |
| Globo de Ouro                                 | 8 de janeiro de 2017          | Melhor Roteiro                                      | Damien Chazelle                                                                              | Venceu                        | [ 10 ]                        |
| Globo de Ouro                                 | 8 de janeiro de 2017          | Melhor Trilha Sonora                                | Justin Hurwitz                                                                               | Venceu                        | [ 10 ]                        |
| Globo de Ouro                                 | 8 de janeiro de 2017          | Melhor Canção Original                              | "City of Stars" de Justin Hurwitz, Pasek and Paul                                            | Venceu                        | [ 10 ]                        |
| Golden Tomato Awards                          | 12 de janeiro de 2017         | Melhor Musical                                      | La La Land                                                                                   | Venceu                        | [ 36 ]                        |
| Goldene Kamera                                | 4 de março de 2017            | Melhor Filme Estrangeiro                            | La La Land                                                                                   | Venceu                        | [ 37 ]                        |
| Grammy Award                                  | 28 de janeiro de 2018         | Melhor Trilha Sonora em Mídia Visual                | La La Land                                                                                   | Venceu                        | [ 38 ]                        |
| Grammy Award                                  | 28 de janeiro de 2018         | Melhor Composição em Mídia Visual                   | Justin Hurwitz                                                                               | Venceu                        | [ 38 ]                        |
| Grammy Award                                  | 28 de janeiro de 2018         | Melhor Letra em Mídia Visual                        | "City of Stars" de Justin Hurwitz, Pasek and Paul                                            | Indicado                      | [ 38 ]                        |
| Grammy Award                                  | 28 de janeiro de 2018         | Melhor Arranjo, Instrumentos e Vocais               | "Another Day of Sun" de Justin Hurwitz, Pasek and Paul                                       | Indicado                      | [ 38 ]                        |
| Hamptons International Film Festival          | 10 de outubro de 2016         | Audiência: Melhor Narrativa                         | Damien Chazelle                                                                              | Venceu                        | [ 39 ]                        |
| Hollywood Film Awards                         | 6 de novembro de 2016         | Prêmio dos Produtores de Hollywood                  | Marc Platt                                                                                   | Venceu                        | [ 40 ]                        |
| Hollywood Film Awards                         | 6 de novembro de 2016         | Prêmio da Fotografia de Hollywood                   | Linus Sandgren                                                                               | Venceu                        | [ 40 ]                        |
| Hollywood Music in Media Awards               | 17 de novembro de 2016        | Melhor Trilha Sonora em Filme                       | Justin Hurwitz                                                                               | Indicado                      | [ 41 ] [ 42 ]                 |
| Hollywood Music in Media Awards               | 17 de novembro de 2016        | Melhor Canção em Filme                              | "Audition (The Fools Who Dream)" de Justin Hurwitz, Pasek and Paul                           | Indicado                      | [ 41 ] [ 42 ]                 |
| Hollywood Music in Media Awards               | 17 de novembro de 2016        | Melhor Canção em Filme                              | "City of Stars" de Justin Hurwitz, Pasek and Paul                                            | Venceu                        | [ 41 ] [ 42 ]                 |
| Hollywood Music in Media Awards               | 17 de novembro de 2016        | Melhor Supervisão Musical em Filme                  | Steven Gizicki                                                                               | Indicado                      | [ 41 ] [ 42 ]                 |
| Houston Film Critics Society                  | 6 de janeiro de 2017          | Melhor Filme                                        | La La Land                                                                                   | Venceu                        | [ 43 ] [ 44 ]                 |
| Houston Film Critics Society                  | 6 de janeiro de 2017          | Melhor Ator                                         | Ryan Gosling                                                                                 | Indicado                      | [ 43 ] [ 44 ]                 |
| Houston Film Critics Society                  | 6 de janeiro de 2017          | Melhor Atriz                                        | Emma Stone                                                                                   | Indicado                      | [ 43 ] [ 44 ]                 |
| Houston Film Critics Society                  | 6 de janeiro de 2017          | Melhor Diretor                                      | Damien Chazelle                                                                              | Venceu                        | [ 43 ] [ 44 ]                 |
| Houston Film Critics Society                  | 6 de janeiro de 2017          | Melhor Fotografia                                   | Linus Sandgren                                                                               | Venceu                        | [ 43 ] [ 44 ]                 |
| Houston Film Critics Society                  | 6 de janeiro de 2017          | Melhor Trilha Sonora                                | Justin Hurwitz                                                                               | Venceu                        | [ 43 ] [ 44 ]                 |
| Houston Film Critics Society                  | 6 de janeiro de 2017          | Melhor Canção Original                              | "Audition (The Fools Who Dream)" de Justin Hurwitz, Pasek and Paul                           | Indicado                      | [ 43 ] [ 44 ]                 |
| Houston Film Critics Society                  | 6 de janeiro de 2017          | Melhor Canção Original                              | "City of Stars" de Justin Hurwitz, Pasek and Paul                                            | Venceu                        | [ 43 ] [ 44 ]                 |
| Houston Film Critics Society                  | 6 de janeiro de 2017          | Melhor Roteiro                                      | Damien Chazelle                                                                              | Indicado                      | [ 43 ] [ 44 ]                 |
| Houston Film Critics Society                  | 6 de janeiro de 2017          | Melhor Pôster                                       | La La Land                                                                                   | Venceu                        | [ 43 ] [ 44 ]                 |
| Houston Film Critics Society                  | 6 de janeiro de 2017          | Apreciação Técnica                                  | La La Land (direção de arte)                                                                 | Venceu                        | [ 43 ] [ 44 ]                 |
| IndieWire Critics Poll                        | 19 de dezembro de             | Melhor Filme                                        | La La Land                                                                                   | 3º lugar                      | [ 45 ]                        |
| IndieWire Critics Poll                        | 19 de dezembro de             | Melhor Diretor                                      | Damien Chazelle                                                                              | 2º lugar                      | [ 45 ]                        |
| IndieWire Critics Poll                        | 19 de dezembro de             | Melhor Atriz                                        | Emma Stone                                                                                   | 4º lugar                      | [ 45 ]                        |
| IndieWire Critics Poll                        | 19 de dezembro de             | Melhor Ator                                         | Ryan Gosling                                                                                 | 7º lugar                      | [ 45 ]                        |
| IndieWire Critics Poll                        | 19 de dezembro de             | Melhor Roteiro                                      | La La Land                                                                                   | 10º lugar                     | [ 45 ]                        |
| IndieWire Critics Poll                        | 19 de dezembro de             | Melhor Trilha Sonora Original                       | La La Land                                                                                   | 2º lugar                      | [ 45 ]                        |
| IndieWire Critics Poll                        | 19 de dezembro de             | Melhor Fotografia                                   | La La Land                                                                                   | 2º lugar                      | [ 45 ]                        |
| IndieWire Critics Poll                        | 19 de dezembro de             | Melhor Edição                                       | La La Land                                                                                   | 3º lugar                      | [ 45 ]                        |
| International Film Music Critics Association  | 23 de fevereiro de 2017       | Melhor Trilha Sonora em Filme de Comédia            | Justin Hurwitz                                                                               | Venceu                        | [ 46 ] [ 47 ]                 |
| International Film Music Critics Association  | 23 de fevereiro de 2017       | Composição Musical do Ano                           | Justin Hurwitz                                                                               | Venceu                        | [ 46 ] [ 47 ]                 |
| International Film Music Critics Association  | 23 de fevereiro de 2017       | Trilha Sonora do Ano                                | Justin Hurwitz                                                                               | Indicado                      | [ 46 ] [ 47 ]                 |
| Irish Film & Television Awards                | 8 de abril de 2017            | Melhor Filme Estrangeiro                            | La La Land                                                                                   | Indicado                      | [ 48 ]                        |
| Irish Film & Television Awards                | 8 de abril de 2017            | Melhor Ator Estrangeiro                             | Ryan Gosling                                                                                 | Indicado                      | [ 48 ]                        |
| Irish Film & Television Awards                | 8 de abril de 2017            | Melhor Atriz Estrangeira                            | Emma Stone                                                                                   | Venceu                        | [ 48 ]                        |
| Location Managers Guild Awards                | 8 de abril de 2017            | Melhor Locação em Filme Contemporâneo               | Robert Foulkes e Steve Beimler                                                               | Venceu                        | [ 49 ]                        |
| London Film Critics Circle                    | 22 de janeiro de 2017         | Melhor Filme                                        | La La Land                                                                                   | Venceu                        | [ 50 ]                        |
| London Film Critics Circle                    | 22 de janeiro de 2017         | Diretor do Ano                                      | Damien Chazelle                                                                              | Indicado                      | [ 50 ]                        |
| London Film Critics Circle                    | 22 de janeiro de 2017         | Atriz do Ano                                        | Emma Stone                                                                                   | Indicado                      | [ 50 ]                        |
| London Film Critics Circle                    | 22 de janeiro de 2017         | Roteiro do Ano                                      | Damien Chazelle                                                                              | Indicado                      | [ 50 ]                        |
| London Film Critics Circle                    | 22 de janeiro de 2017         | Apreciação Técnica                                  | Justin Hurwitz (música)                                                                      | Indicado                      | [ 50 ]                        |
| Los Angeles Film Critics Association          | 4 de dezembro de 2016         | Melhor Filme                                        | La La Land                                                                                   | 2º lugar                      | [ 51 ]                        |
| Los Angeles Film Critics Association          | 4 de dezembro de 2016         | Melhor Diretor                                      | Damien Chazelle                                                                              | 2º lugar                      | [ 51 ]                        |
| Los Angeles Film Critics Association          | 4 de dezembro de 2016         | Melhor Trilha Sonora                                | Justin Hurwitz, Pasek and Paul                                                               | Venceu                        | [ 51 ]                        |
| Los Angeles Film Critics Association          | 4 de dezembro de 2016         | Melhor Fotografia                                   | Linus Sandgren                                                                               | 2º lugar                      | [ 51 ]                        |
| Los Angeles Film Critics Association          | 4 de dezembro de 2016         | Melhor Edição                                       | Tom Cross                                                                                    | 2º lugar                      | [ 51 ]                        |
| Los Angeles Film Critics Association          | 4 de dezembro de 2016         | Melhor Direção de Arte                              | David e Sandy Reynolds-Wasco                                                                 | 2º lugar                      | [ 51 ]                        |
| Make-Up Artists and Hair Stylists Guild       | 19 de fevereiro de 2017       | Melhor Maquiagem em Filme Contemporâneo             | Angel Radefeld-Wright e Torsten Witte                                                        | Indicado                      | [ 52 ]                        |
| Make-Up Artists and Hair Stylists Guild       | 19 de fevereiro de 2017       | Melhor Penteado em Filme Contemporâneo              | Frida Aradottir, Barbara Lorenz e Jackie Masteran                                            | Venceu                        | [ 52 ]                        |
| Motion Picture Sound Editors                  | 19 de janeiro de 2017         | Melhor Edição de Som em Filme Musical               | Jason Ruder                                                                                  | Venceu                        | [ 53 ]                        |
| National Society of Film Critics              | 7 de janeiro de 2017          | Melhor Filme                                        | La La Land                                                                                   | 3º lugar                      | [ 54 ]                        |
| National Society of Film Critics              | 7 de janeiro de 2017          | Melhor Diretor                                      | Damien Chazelle                                                                              | 2º lugar                      | [ 54 ]                        |
| National Society of Film Critics              | 7 de janeiro de 2017          | Melhor Fotografia                                   | Linus Sandgren                                                                               | 2º lugar                      | [ 54 ]                        |
| New York Film Critics Circle                  | 1 de dezembro de 2016         | Melhor Filme                                        | La La Land                                                                                   | Venceu                        | [ 55 ]                        |
| New York Film Critics Online                  | 11 de dezembro de 2017        | Melhor Uso de Música                                | Justin Hurwitz                                                                               | Venceu                        | [ 56 ]                        |
| Online Film Critics Society                   | 3 de janeiro de 2017          | Melhor Filme                                        | La La Land                                                                                   | Indicado                      | [ 57 ]                        |
| Online Film Critics Society                   | 3 de janeiro de 2017          | Melhor Diretor                                      | Damien Chazelle                                                                              | Indicado                      | [ 57 ]                        |
| Online Film Critics Society                   | 3 de janeiro de 2017          | Melhor Ator                                         | Ryan Gosling                                                                                 | Indicado                      | [ 57 ]                        |
| Online Film Critics Society                   | 3 de janeiro de 2017          | Melhor Atriz                                        | Emma Stone                                                                                   | Indicado                      | [ 57 ]                        |
| Online Film Critics Society                   | 3 de janeiro de 2017          | Melhor Roteiro Original                             | Damien Chazelle                                                                              | Indicado                      | [ 57 ]                        |
| Online Film Critics Society                   | 3 de janeiro de 2017          | Melhor Edição                                       | Tom Cross                                                                                    | Venceu                        | [ 57 ]                        |
| Online Film Critics Society                   | 3 de janeiro de 2017          | Melhor Fotografia                                   | Linus Sandgren                                                                               | Venceu                        | [ 57 ]                        |
| Palm Springs International Film Festival      | 2 de janeiro de 2017          | Prêmio Vanguarda                                    | La La Land                                                                                   | Venceu                        | [ 58 ]                        |
| Producers Guild of America                    | 28 de janeiro de 2017         | Melhor Filme                                        | Fred Berger, Jordan Horowitz e Marc Platt                                                    | Venceu                        | [ 59 ]                        |
| San Diego Film Critics Society                | 12 de dezembro de 2016        | Melhor Filme                                        | La La Land                                                                                   | 2º lugar                      | [ 60 ] [ 61 ]                 |
| San Diego Film Critics Society                | 12 de dezembro de 2016        | Melhor Diretor                                      | Damien Chazelle                                                                              | 2º lugar                      | [ 60 ] [ 61 ]                 |
| San Diego Film Critics Society                | 12 de dezembro de 2016        | Melhor Ator                                         | Ryan Gosling                                                                                 | Indicado                      | [ 60 ] [ 61 ]                 |
| San Diego Film Critics Society                | 12 de dezembro de 2016        | Melhor Atriz                                        | Emma Stone                                                                                   | 2º lugar                      | [ 60 ] [ 61 ]                 |
| San Diego Film Critics Society                | 12 de dezembro de 2016        | Melhor Roteiro Original                             | Damien Chazelle                                                                              | Indicado                      | [ 60 ] [ 61 ]                 |
| San Diego Film Critics Society                | 12 de dezembro de 2016        | Melhor Edição                                       | Tom Cross                                                                                    | Indicado                      | [ 60 ] [ 61 ]                 |
| San Diego Film Critics Society                | 12 de dezembro de 2016        | Melhor Fotografia                                   | Linus Sandgren                                                                               | 2º lugar                      | [ 60 ] [ 61 ]                 |
| San Diego Film Critics Society                | 12 de dezembro de 2016        | Melhor Direção de Arte                              | David e Sandy Reynolds-Wasco                                                                 | 2º lugar                      | [ 60 ] [ 61 ]                 |
| San Diego Film Critics Society                | 12 de dezembro de 2016        | Melhor Figurino                                     | Mary Zophres                                                                                 | Venceu                        | [ 60 ] [ 61 ]                 |
| San Diego Film Critics Society                | 12 de dezembro de 2016        | Melhor Trilha Sonora                                | La La Land                                                                                   | 2º lugar                      | [ 60 ] [ 61 ]                 |
| San Diego Film Critics Society                | 12 de dezembro de 2016        | Melhores Efeitos Visuais                            | La La Land                                                                                   | Indicado                      | [ 60 ] [ 61 ]                 |
| San Francisco Film Critics Circle             | 11 de dezembro de 2016        | Melhor Filme                                        | La La Land                                                                                   | Indicado                      | [ 62 ]                        |
| San Francisco Film Critics Circle             | 11 de dezembro de 2016        | Melhor Diretor                                      | Damien Chazelle                                                                              | Indicado                      | [ 62 ]                        |
| San Francisco Film Critics Circle             | 11 de dezembro de 2016        | Melhor Ator                                         | Ryan Gosling                                                                                 | Indicado                      | [ 62 ]                        |
| San Francisco Film Critics Circle             | 11 de dezembro de 2016        | Melhor Roteiro Original                             | Damien Chazelle                                                                              | Indicado                      | [ 62 ]                        |
| San Francisco Film Critics Circle             | 11 de dezembro de 2016        | Melhor Fotografia                                   | Linus Sandgren                                                                               | Indicado                      | [ 62 ]                        |
| San Francisco Film Critics Circle             | 11 de dezembro de 2016        | Melhor Direção de Arte                              | David e Sandy Reynolds-Wasco                                                                 | Indicado                      | [ 62 ]                        |
| San Francisco Film Critics Circle             | 11 de dezembro de 2016        | Melhor Trilha Sonora                                | Justin Hurwitz                                                                               | Indicado                      | [ 62 ]                        |
| San Francisco Film Critics Circle             | 11 de dezembro de 2016        | Melhor Edição                                       | Tom Cross                                                                                    | Indicado                      | [ 62 ]                        |
| Santa Barbara International Film Festival     | 3 de fevereiro de 2017        | Performance do Ano                                  | Ryan Gosling e Emma Stone                                                                    | Venceu                        | [ 63 ]                        |
| Satellite Awards                              | 19 de fevereiro de 2017       | Melhor Filme                                        | La La Land                                                                                   | Venceu                        | [ 64 ]                        |
| Satellite Awards                              | 19 de fevereiro de 2017       | Melhor Diretor                                      | Damien Chazelle                                                                              | Indicado                      | [ 64 ]                        |
| Satellite Awards                              | 19 de fevereiro de 2017       | Melhor Ator                                         | Ryan Gosling                                                                                 | Indicado                      | [ 64 ]                        |
| Satellite Awards                              | 19 de fevereiro de 2017       | Melhor Atriz                                        | Emma Stone                                                                                   | Indicado                      | [ 64 ]                        |
| Satellite Awards                              | 19 de fevereiro de 2017       | Melhor Roteiro Original                             | Damien Chazelle                                                                              | Indicado                      | [ 64 ]                        |
| Satellite Awards                              | 19 de fevereiro de 2017       | Melhor Fotografia                                   | Linus Sandgren                                                                               | Indicado                      | [ 64 ]                        |
| Satellite Awards                              | 19 de fevereiro de 2017       | Melhor Trilha Sonora                                | Justin Hurwitz                                                                               | Venceu                        | [ 64 ]                        |
| Satellite Awards                              | 19 de fevereiro de 2017       | Melhor Canção Original                              | "Audition (The Fools Who Dream)" de Justin Hurwitz, Pasek and Paul                           | Indicado                      | [ 64 ]                        |
| Satellite Awards                              | 19 de fevereiro de 2017       | Melhor Canção Original                              | "City of Stars" de Justin Hurwitz, Pasek and Paul                                            | Venceu                        | [ 64 ]                        |
| Satellite Awards                              | 19 de fevereiro de 2017       | Melhor Direção de Arte                              | David e Sandy Reynolds-Wasco                                                                 | Venceu                        | [ 64 ]                        |
| Satellite Awards                              | 19 de fevereiro de 2017       | Melhor Edição                                       | Tom Cross                                                                                    | Indicado                      | [ 64 ]                        |
| Satellite Awards                              | 19 de fevereiro de 2017       | Melhor Figurino                                     | Mary Zophres                                                                                 | Indicado                      | [ 64 ]                        |
| Satellite Awards                              | 19 de fevereiro de 2017       | Melhor Mixagem de Som                               | La La Land                                                                                   | Indicado                      | [ 64 ]                        |
| Saturn Awards                                 | 28 de junho de 2017           | Melhor Filme Independente                           | La La Land                                                                                   | Venceu                        | [ 65 ]                        |
| Saturn Awards                                 | 28 de junho de 2017           | Melhor Música                                       | Justin Hurwitz                                                                               | Venceu                        | [ 65 ]                        |
| Screen Actors Guild Awards                    | 29 de janeiro de 2017         | Melhor Ator em Cinema                               | Ryan Gosling                                                                                 | Indicado                      | [ 66 ]                        |
| Screen Actors Guild Awards                    | 29 de janeiro de 2017         | Melhor Atriz em Cinema                              | Emma Stone                                                                                   | Venceu                        | [ 66 ]                        |
| Seattle Film Critics Society                  | 5 de janeiro de 2017          | Filme do Ano                                        | La La Land                                                                                   | Indicado                      | [ 67 ] [ 68 ]                 |
| Seattle Film Critics Society                  | 5 de janeiro de 2017          | Melhor Diretor                                      | Damien Chazelle                                                                              | Indicado                      | [ 67 ] [ 68 ]                 |
| Seattle Film Critics Society                  | 5 de janeiro de 2017          | Melhor Ator                                         | Ryan Gosling                                                                                 | Indicado                      | [ 67 ] [ 68 ]                 |
| Seattle Film Critics Society                  | 5 de janeiro de 2017          | Melhor Atriz                                        | Emma Stone                                                                                   | Indicado                      | [ 67 ] [ 68 ]                 |
| Seattle Film Critics Society                  | 5 de janeiro de 2017          | Melhor Roteiro                                      | Damien Chazelle                                                                              | Indicado                      | [ 67 ] [ 68 ]                 |
| Seattle Film Critics Society                  | 5 de janeiro de 2017          | Melhor Fotografia                                   | Linus Sandgren                                                                               | Indicado                      | [ 67 ] [ 68 ]                 |
| Seattle Film Critics Society                  | 5 de janeiro de 2017          | Melhor Edição                                       | Tom Cross                                                                                    | Indicado                      | [ 67 ] [ 68 ]                 |
| Seattle Film Critics Society                  | 5 de janeiro de 2017          | Melhor Trilha Sonora                                | Justin Hurwitz                                                                               | Indicado                      | [ 67 ] [ 68 ]                 |
| Seattle Film Critics Society                  | 5 de janeiro de 2017          | Melhor Direção de Arte                              | David e Sandy Reynolds-Wasco                                                                 | Indicado                      | [ 67 ] [ 68 ]                 |
| Seattle Film Critics Society                  | 5 de janeiro de 2017          | Melhor Figurino                                     | Mary Zophres                                                                                 | Indicado                      | [ 67 ] [ 68 ]                 |
| Society of Operating Cameramen                | 11 de fevereiro de 2017       | Melhor Operador de Câmera                           | Ari Robbins                                                                                  | Venceu                        | [ 69 ]                        |
| St. Louis Film Critics Association            | 18 de dezembro de 2016        | Melhor Filme                                        | La La Land                                                                                   | Venceu                        | [ 70 ]                        |
| St. Louis Film Critics Association            | 18 de dezembro de 2016        | Melhor Diretor                                      | Damien Chazelle                                                                              | Venceu                        | [ 70 ]                        |
| St. Louis Film Critics Association            | 18 de dezembro de 2016        | Melhor Ator                                         | Ryan Gosling                                                                                 | Indicado                      | [ 70 ]                        |
| St. Louis Film Critics Association            | 18 de dezembro de 2016        | Melhor Atriz                                        | Emma Stone                                                                                   | Indicado                      | [ 70 ]                        |
| St. Louis Film Critics Association            | 18 de dezembro de 2016        | Melhor Roteiro Original                             | Damien Chazelle                                                                              | Indicado                      | [ 70 ]                        |
| St. Louis Film Critics Association            | 18 de dezembro de 2016        | Melhor Edição                                       | Tom Cross                                                                                    | 2º lugar                      | [ 70 ]                        |
| St. Louis Film Critics Association            | 18 de dezembro de 2016        | Melhor Fotografia                                   | Linus Sandgren                                                                               | Venceu                        | [ 70 ]                        |
| St. Louis Film Critics Association            | 18 de dezembro de 2016        | Melhor Direção de Arte                              | David e Sandy Reynolds-Wasco                                                                 | 2º lugar                      | [ 70 ]                        |
| St. Louis Film Critics Association            | 18 de dezembro de 2016        | Melhor Efeitos Visuais                              | La La Land                                                                                   | Indicado                      | [ 70 ]                        |
| St. Louis Film Critics Association            | 18 de dezembro de 2016        | Melhor Música                                       | Justin Hurwitz                                                                               | Venceu                        | [ 70 ]                        |
| St. Louis Film Critics Association            | 18 de dezembro de 2016        | Melhor Trilha Sonora                                | La La Land                                                                                   | 2º lugar                      | [ 70 ]                        |
| St. Louis Film Critics Association            | 18 de dezembro de 2016        | Melhor Canção                                       | "Audition (The Fools Who Dream)"                                                             | Venceu                        | [ 70 ]                        |
| St. Louis Film Critics Association            | 18 de dezembro de 2016        | Melhor Canção                                       | "City of Stars"                                                                              | 2º lugar                      | [ 70 ]                        |
| St. Louis Film Critics Association            | 18 de dezembro de 2016        | Melhor Cena                                         | Número de abertura: "Another Day of Sun"                                                     | Venceu                        | [ 70 ]                        |
| Toronto Film Critics Association              | 11 de dezembro de 2016        | Melhor Diretor                                      | Damien Chazelle                                                                              | 2º lugar                      | [ 71 ]                        |
| Toronto International Film Festival           | 18 de setembro de 2016        | People's Choice Award                               | Damien Chazelle                                                                              | Venceu                        | [ 72 ]                        |
| Vancouver Film Critics Circle                 | 20 de dezembro de 2016        | Melhor Filme                                        | La La Land                                                                                   | Indicado                      | [ 73 ]                        |
| Vancouver Film Critics Circle                 | 20 de dezembro de 2016        | Melhor Ator                                         | Ryan Gosling                                                                                 | Indicado                      | [ 73 ]                        |
| Vancouver Film Critics Circle                 | 20 de dezembro de 2016        | Melhor Diretor                                      | Damien Chazelle                                                                              | Indicado                      | [ 73 ]                        |
| Venice Film Festival                          | 10 de setembro de 2016        | Golden Lion                                         | Damien Chazelle                                                                              | Indicado                      | [ 74 ]                        |
| Venice Film Festival                          | 10 de setembro de 2016        | Green Drop                                          | Damien Chazelle                                                                              | Indicado                      | [ 74 ]                        |
| Venice Film Festival                          | 10 de setembro de 2016        | Melhor Atriz                                        | Emma Stone                                                                                   | Venceu                        | [ 74 ]                        |
| Village Voice Film Poll                       | 21 de dezembro de 2016        | Filme Preferido                                     | La La Land                                                                                   | Venceu                        | [ 75 ]                        |
| Village Voice Film Poll                       | 21 de dezembro de 2016        | Melhor Diretor                                      | Damien Chazelle                                                                              | 3º lugar                      | [ 75 ]                        |
| Village Voice Film Poll                       | 21 de dezembro de 2016        | Melhor Filme                                        | La La Land                                                                                   | 6º lugar                      | [ 75 ]                        |
| Village Voice Film Poll                       | 21 de dezembro de 2016        | Melhor Atriz                                        | Emma Stone                                                                                   | 9º lugar                      | [ 75 ]                        |
| Washington D.C. Area Film Critics Association | 5 de dezembro de 2016         | Melhor Filme                                        | La La Land                                                                                   | Venceu                        | [ 76 ]                        |
| Washington D.C. Area Film Critics Association | 5 de dezembro de 2016         | Melhor Diretor                                      | Damien Chazelle                                                                              | Venceu                        | [ 76 ]                        |
| Washington D.C. Area Film Critics Association | 5 de dezembro de 2016         | Melhor Ator                                         | Ryan Gosling                                                                                 | Indicado                      | [ 76 ]                        |
| Washington D.C. Area Film Critics Association | 5 de dezembro de 2016         | Melhor Atriz                                        | Emma Stone                                                                                   | Indicado                      | [ 76 ]                        |
| Washington D.C. Area Film Critics Association | 5 de dezembro de 2016         | Melhor Roteiro Original                             | Damien Chazelle                                                                              | Venceu                        | [ 76 ]                        |
| Washington D.C. Area Film Critics Association | 5 de dezembro de 2016         | Melhor Direção de Arte                              | David e Sandy Reynolds-Wasco                                                                 | Venceu                        | [ 76 ]                        |
| Washington D.C. Area Film Critics Association | 5 de dezembro de 2016         | Melhor Fotografia                                   | Linus Sandgren                                                                               | Venceu                        | [ 76 ]                        |
| Washington D.C. Area Film Critics Association | 5 de dezembro de 2016         | Melhor Edição                                       | Tom Cross                                                                                    | Venceu                        | [ 76 ]                        |
| Washington D.C. Area Film Critics Association | 5 de dezembro de 2016         | Melhor Trilha Sonora                                | Justin Hurwitz                                                                               | Venceu                        | [ 76 ]                        |
| Whistler Film Festival                        | 4 de dezembro de 2016         | Prêmio da Audiência                                 | La La Land                                                                                   | Venceu                        | [ 77 ]                        |
| Writers Guild of America Awards               | 19 de fevereiro de 2017       | Melhor Roteiro Original                             | Damien Chazelle                                                                              | Indicado                      | [ 78 ]                        |